# Sérgio Antonio Da Luiz Junior
Sérgio Antonio Da Luiz Junior (Belo Horizonte, 6 aprile 1995) è un calciatore brasiliano, attaccante dal Fatih Karagümrük.

## Carriera
Il 10 agosto 2016 viene acquistato a titolo definitivo dalla squadra albanese dello Skënderbeu.

## Statistiche

### Presenze e reti nei club
Statistiche aggiornate al 12 novembre 2022.
| Stagione           | Squadra            | Campionato         | Campionato | Campionato | Coppe nazionali | Coppe nazionali | Coppe nazionali | Coppe continentali | Coppe continentali | Coppe continentali | Altre coppe | Altre coppe | Altre coppe | Totale | Totale |
| Stagione           | Squadra            | Comp               | Pres       | Reti       | Comp            | Pres            | Reti            | Comp               | Pres               | Reti               | Comp        | Pres        | Reti        | Pres   | Reti   |
| ------------------ | ------------------ | ------------------ | ---------- | ---------- | --------------- | --------------- | --------------- | ------------------ | ------------------ | ------------------ | ----------- | ----------- | ----------- | ------ | ------ |
| 2015-2016          | Hajvalia           | SL                 | 8          | 3          | CK              | 1               | 0               | -                  | -                  | -                  | -           | -           | -           | 9      | 3      |
| 2016-gen. 2017     | Skënderbeu         | KS                 | 13         | 1          | CA              | 3               | 2               | -                  | -                  | -                  | SA          | 1           | 0           | 17     | 3      |
| gen.-giu. 2017     | Laçi               | KS                 | 17         | 1          | CA              | 2               | 0               | -                  | -                  | -                  | -           | -           | -           | 19     | 1      |
| 2017-2018          | Rabotnički         | PL                 | 25         | 5          | CM              | 0               | 0               | UEL                | -                  | -                  | -           | -           | -           | 25     | 5      |
| 2018-2019          | Shkupi             | PL                 | 32         | 7          | CM              | 0               | 0               | UEL                | -                  | -                  | -           | -           | -           | 32     | 7      |
| 2019-2020          | Shkupi             | PL                 | 22         | 7          | CM              | 1               | 0               | UEL                | 2                  | 0                  | -           | -           | -           | 25     | 7      |
| Totale Shkupi      | Totale Shkupi      | Totale Shkupi      | 54         | 14         |                 | 1               | 0               |                    | 2                  | 0                  |             | -           | -           | 57     | 14     |
| 2020-2021          | Giresunspor        | 1L                 | 26         | 3          | CT              | 1               | 0               | -                  | -                  | -                  | -           | -           | -           | 27     | 3      |
| 2021-2022          | Giresunspor        | SL                 | 35         | 4          | CT              | 1               | 0               | -                  | -                  | -                  | -           | -           | -           | 36     | 4      |
| 2022-2023          | Giresunspor        | SL                 | 11         | 1          | CT              | 2               | 1               | -                  | -                  | -                  | -           | -           | -           | 13     | 2      |
| Totale Giresunspor | Totale Giresunspor | Totale Giresunspor | 72         | 8          |                 | 4               | 1               |                    | -                  | -                  |             | -           | -           | 76     | 9      |
| Totale carriera    | Totale carriera    | Totale carriera    | 189        | 32         |                 | 11              | 3               |                    | 2                  | 0                  |             | 1           | 0           | 203    | 35     |